# Klaus Aeffke
Klaus Aeffke (Neustrelitz, 9 de mayo de 1940) es un deportista alemán que compitió para la RFA en remo.
Participó en los Juegos Olímpicos de Tokio 1964, obteniendo una medalla de plata en la prueba de ocho con timonel. Ganó una medalla de oro en el Campeonato Mundial de Remo de 1962 y tres medallas de oro en el Campeonato Europeo de Remo entre los años 1963 y 1965.

## Palmarés internacional
| Representando al Equipo Alemán Unificado |                          |                  |                  |
| Juegos Olímpicos                         |                          |                  |                  |
| Año                                      | Lugar                    | Medalla          | Prueba           |
| 1964                                     | Tokio (Japón)            | Medalla de plata | Ocho con timonel |
| Representando a la RFA                   |                          |                  |                  |
| Campeonato Mundial                       |                          |                  |                  |
| Año                                      | Lugar                    | Medalla          | Prueba           |
| 1962                                     | Lucerna (Suiza)          | Medalla de oro   | Ocho con timonel |
| Campeonato Europeo                       |                          |                  |                  |
| Año                                      | Lugar                    | Medalla          | Prueba           |
| 1963                                     | Copenhague (Dinamarca)   | Medalla de oro   | Ocho con timonel |
| 1964                                     | Ámsterdam (Países Bajos) | Medalla de oro   | Ocho con timonel |
| 1965                                     | Duisburgo (RFA)          | Medalla de oro   | Ocho con timonel |